# Кіку-Мару
Кіку-Мару — транспортне судно, яке під час Другої світової війни взяло участь у операціях японських збройних сил на Соломонових островах.
Кіку-Мару спорудили в 1932 році на верфі Osaka Iron Works на замовлення компанії Osaka Shosen. З 1940-го воно належало компанії Kansai Kisen.
29 грудня 1942-го Кіку-Мару було на якірній стоянці Віхем-Анкорідж у східній частині островів Нова Джорджія (між островами Ванггуну та Нггатокає), за сто вісімдесят кілометрів на північний захід від острова Гуадалканал, за який уже майже чотири місяці йшли важкі бої. У цей день група американських літаків з розташованого на Гуадалканалі аеродрому Гендерсон-Філд атакувала стоянку Віхем, потопивши Кіку-Мару та інше вантажне судно Адзуса-Мару.